# Ялинка (казка)
«Ялинка» (дан. Grantræet) —  казка данського поета та письменника Ганса Крістіана Андерсена. Казка розповідає про ялинку, яка так сильно хотіла вирости і досягти чогось великого, що не могла радіти життю. Казку вперше було видано К. А. Райтцелем 21 грудня 1844 року в Копенгагені (Данія) разом з «Сніговою королевою». «Ялинка» була першою песимістичною казкою Андерсена.

## Сюжет
В лісі росте маленька ялинка. Вона хоче вирости і дуже соромиться того, що через неї може перестрибнути заєць, бо це ще більше підкреслює її малий розмір. Лелека розповідає їй, що бачив як зі старших дерев роблять щогли для кораблів, і це викликає у ялинки заздрість. Восени сусідні ялинки зрубують, а горобці розповідають їй, що бачили як їх прикрашають і виставляють в будинках.
Одного разу ялинку теж зрубують, щоб прикрасити нею різдвяне свято. Її купують, приносять у дім, і на Святвечір вона стоїть прикрашена свічками, фарбованими яблуками, іграшками та кошиками з цукерками. Верхівку ялинки увінчано золотою зіркою. Заходять діти та зривають з ялинки всі цукерки та подарунки, а відтак слухають казочку про Хитуна-Бовтуна (Клюмпе-Думпе).
Наступного дня ялинка очікує, що святкування продовжиться, але слуги відносять її на горище. Вона почувається самотньо і розчаровано, але до неї збігаються миші, щоб послухати як вона розповідатиме казочку про Хитуна-Бовтуна. Також приходять пацюки і коли вони висловлюють своє незадоволення простою казкою, миші йдуть і вже більше не вертаються. Навесні ялинку, що вже зів’яла та втратила свої колишні барви, виносять у двір. Хлопчик забирає зірку з її верхівки. Відтак ялинку розрубують на дрова та спалюють.

## Історія видання
«Ялинку» разом зі «Сніговою королевою» 21 грудня 1844 року в Копенгагені (Данія) видав К. А. Райтцель у збірці «Нові казки. Перший том. Друга збірка. 1845.» (Nye Eventyr. Første Bind. Anden Samling. 1845.). Казку перевидали 18 грудня 1849 року в збірці «Казки. 1850», а потім 15 грудня 1862 у збірці «Казки та оповідання. 1862.». Відтоді казку було перекладено різними мовами та надруковано в багатьох країнах світу.
Щоб сприяти її розповсюдженню, Андерсен читав цю казку вголос на званих вечорах. В грудні 1845 року він прочитав «Ялинку» та «Гидке каченя» прусській принцесі, а потім читав «Ялинку» на різдвяному святі у графа Бісмарка-Болена. На цьому святкуванні був присутній фольклорист Вільгельм Грімм і, згідно щоденниковому запису Андерсена, казка йому сподобалася.